# 萨法拉
萨法拉是葡萄牙贝雅区的一个堂区。总面积57.62平方公里，总人口1167人，人口密度20.3人/平方公里。